# Daigo, soldat du feu
Autre
Daigo, soldat du feu (め組の大吾, Megumi no Daigo) est un shōnen manga de Masahito Soda (en), prépublié dans le magazine Weekly Shōnen Sunday entre septembre 1995 et juin 1999 et publié par l'éditeur Shōgakukan en un total de 20 volumes reliés. Les 15 premiers tomes de la version française ont été édités par Kabuto.
La série est adaptée sous la forme d'un film d'animation produit par Sunrise sorti le 27 juillet 1999 et d'un drama de onze épisodes diffusé sur Fuji TV entre le 6 janvier 2004 et le 16 mars 2004.
En 1996, le manga remporte le 42e Prix Shōgakukan dans la catégorie « shōnen ».
Une suite intitulée Firefighter Daigo: Rescuer in Orange (め組の大吾 救国のオレンジ, Megumi no Daigo Kyūkoku no Orenji) est prépubliée dans le Monthly Shōnen Magazine de Kōdansha depuis le 6 octobre 2020. Elle est adaptée en une série d'animation produite par Brain's Base et diffusée à partir du 30 septembre 2023.

## Synopsis
Cette série est un hommage au métier de pompier, où l'on suit l'histoire d'une jeune recrue, Daigo Asahina, qui préfère jouer les « têtes brulées » et mettre sa vie en danger pour sauver celle des autres.

## Personnages
Daigo Asahina (朝比奈 大吾, Asahina Daigo)
Voix japonaise : Wataru Takagi
Shunsuke Gomi (五味 俊介, Gomi Shunsuke)
Voix japonaise : Yusaku Yara
Shizuka Ochiai (落合 静香, Ochiai Shizuka)
Voix japonaise : Kikuko Inoue
Shirō Amakasu (甘粕 士郎, Amakasu Shirō)
Voix japonaise : Kazuya Ichijō (en)

## Médias

### Manga
Daigo, soldat du feu est écrit et scénarisé par Masahito Soda (en). La série est prépubliée dans le magazine shōnen Weekly Shōnen Sunday de Shōgakukan du 6 septembre 1995 au 16 juin 1999. Les chapitres reliés sont publiés par Shōgakukan au format tankōbon avec un total de 20 volumes sortis entre le 18 janvier 1996 et le 7 août 1999 puis au format bunko avec un total de 11 volumes sortis entre le 4 octobre 2005 et le 13 mai 2006.
Les onze premiers tomes en version française sont édités par Kabuto avant la disparition de l'éditeur. En Amérique du Nord, la série est publiée en version anglaise par Viz Media avec le premier volume sorti le 10 décembre 2002 dans le sens de lecture occidental, réédité dans le sens de lecture original le 1er juillet 2003 et le dernier volume sorti le 13 novembre 2007. En décembre 2013, Viz Media publie la série sur sa plateforme digitale.

#### Liste des volumes
| no | Japonais          | Japonais       | Français          | Français      |
| no | Date de sortie    | ISBN           | Date de sortie    | ISBN          |
| -- | ----------------- | -------------- | ----------------- | ------------- |
| 1  | 18 janvier 1996   | 4-09-123681-2  | 27 mars 2004      | 9782752300034 |
| 2  | 18 mars 1996      | 4-09-12368-2-0 | 25 juin 2004      | 9782752300096 |
| 3  | 18 juin 1996      | 4-09-123683-9  | 26 août 2004      | 9782752300133 |
| 4  | 10 août 1996      | 4-09-123684-7  | 7 novembre 2004   | 9782752300195 |
| 5  | 10 août 1996      | 4-09-123685-5  | 22 février 2005   | 9782752300249 |
| 6  | 18 février 1997   | 4-09-123686-3  | 12 juin 2005      | 9782752300324 |
| 7  | 18 avril 1997     | 4-09-123687-1  | 30 août 2005      | 9782752300430 |
| 8  | 18 juin 1997      | 4-09-123688-X  | 27 septembre 2005 | 9782752300508 |
| 9  | 18 septembre 1997 | 4-09-123689-8  | 25 octobre 2005   | 9782752300607 |
| 10 | 18 novembre 1997  | 4-09-123690-1  | 24 janvier 2006   | 9782752300706 |
| 11 | 18 février 1998   | 4-09-125341-5  | 20 mars 2006      | 9782752300812 |
| 12 | 18 avril 1998     | 4-09-125342-3  | 30 mai 2006       | 9782752300966 |
| 13 | 18 juin 1998      | 4-09-125343-1  | 11 juillet 2006   | 9782752301130 |
| 14 | 18 septembre 1998 | 4-09-125344-X  | 12 décembre 2007  | 9782752301185 |
| 15 | 10 décembre 1998  | 4-09-125345-8  | 28 mai 2008       | 9782752301710 |
| 16 | 18 mars 1999      | 4-09-125346-6  |                   |               |
| 17 | 17 avril 1999     | 4-09-125347-4  |                   |               |
| 18 | 16 juin 1999      | 4-09-125348-2  |                   |               |
| 19 | 17 juillet 1999   | 4-09-125349-0  |                   |               |
| 20 | 7 août 1999       | 4-09-125350-4  |                   |               |

### Film d'animation
Une adaptation sous la forme d'un film d'animation produit par Sunrise sort le 27 juillet 1999.

### Drama
Une adaptation sous la forme d'un drama de onze épisodes est diffusée sur Fuji TV entre le 6 janvier 2004 et le 16 mars 2004,.

## Firefighter Daigo: Rescuer in Orange
Une suite intitulée Firefighter Daigo: Rescuer in Orange (め組の大吾 救国のオレンジ, Megumi no Daigo Kyūkoku no Orenji) est prépubliée dans le Monthly Shōnen Magazine de Kōdansha depuis le 6 octobre 2020.
Le manga est adapté en une série d'animation produite par Brain's Base et diffusée à partir du 30 septembre 2023.